# Lingua romanza d'Africa
La lingua romanza d'Africa è una lingua romanza estinta, che si ipotizza fosse parlata dai Romani d'Africa nell'odierno Maghreb nell'Alto Medioevo e probabilmente in alcune isole linguistiche fino al XVII secolo. Il periodo in cui si suppone fosse maggiormente diffusa va dalla caduta dell'Impero romano d'Occidente fino alla conquista omayyade del Nord Africa, nel 698, passando per le dominazioni vandala e bizantina. È probabile l'uso di questa lingua fino al tardo medioevo. Si conosce molto poco di questo idioma, anche considerando che tutte le iscrizioni e i testi di quel periodo in Nordafrica sono in lingua latina.

## Storia

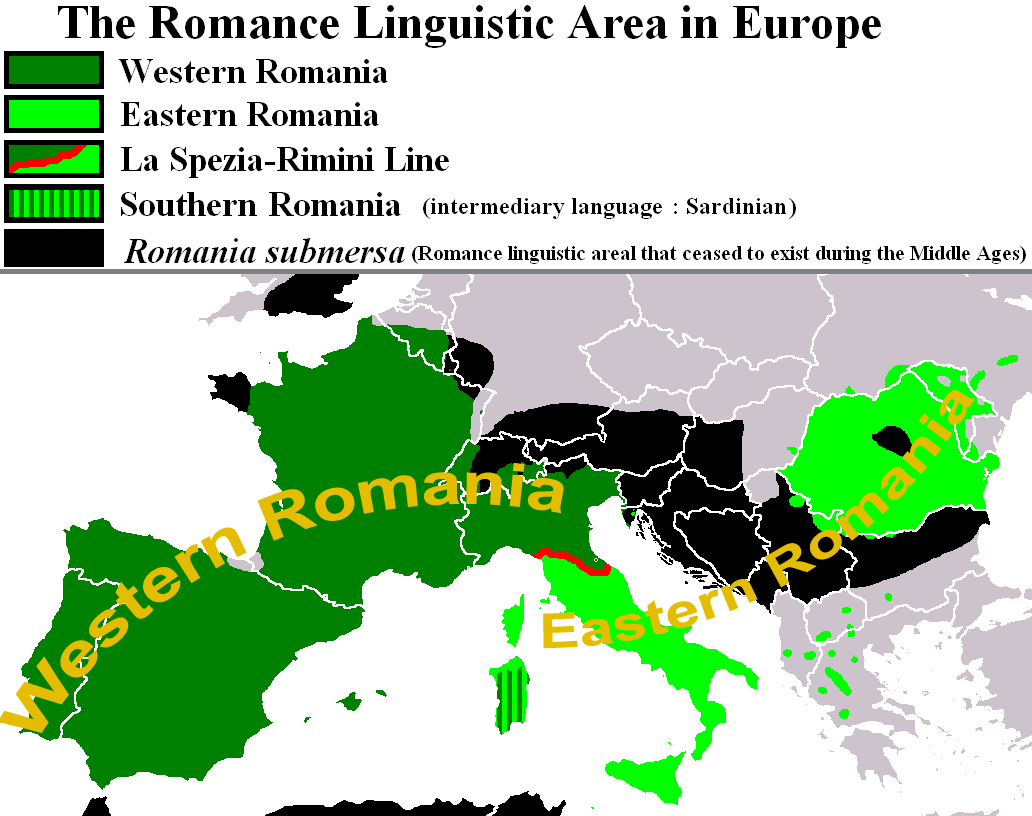
Mappa dove in nero viene evidenziata la "Romania submersa", ossia le regioni dell'Impero Romano dove il neolatino è scomparso dopo alcuni secoli, mostrando anche l'area nordafricana.

Il latino fu introdotto in Nordafrica a partire dalle guerre puniche e dalla distruzione di Cartagine del 146 a.C., imponendosi nei secoli successivi come la lingua principale della regione, complice anche la ricostruzione di Cartagine come colonia romana per opera di Giulio Cesare, finché essa divenne la seconda città per numero di parlanti latino dell'Impero dopo Roma.
Dopo la caduta dell'Impero Romano il latino continuò ad essere parlato per diversi secoli sotto i vandali e i bizantini e anche dopo l'invasione araba del VII secolo giungendo quindi ad evolversi, come nel resto della Romània, in una vera e propria lingua neolatina (o, com'è più probabile, in diverse lingue neolatine a seconda dei luoghi). Oggigiorno questa lingua non è più parlata, essendo stata soppiantata dal berbero e dall'arabo.

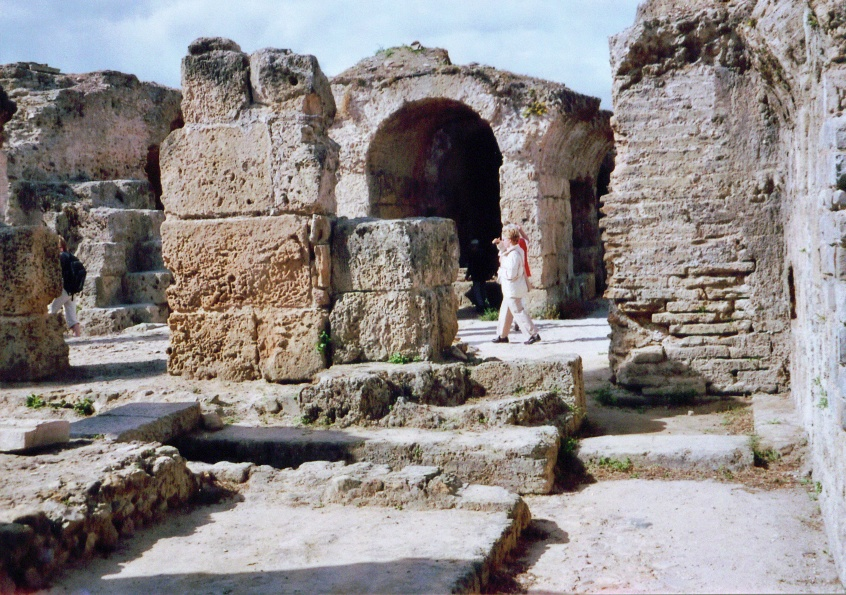
Rovine di Cartagine, centro principale della latinità in Nordafrica nei primi secoli dell'era cristiana fino alla sua distruzione nel 698, ad opera degli Arabi.

Numerosi sono gli elementi che fanno ritenere che il Nordafrica abbia continuato ad ospitare comunità di religione cristiana e di lingua, verosimilmente, romanza, almeno fino all'XI-XII secolo. La testimonianza più importante è quella del geografo nordafricano Muhammad al-Idrisi (XII secolo) il quale, stabilitosi a Palermo alla corte normanna di Ruggero II, scrisse che gli abitanti di Gafsa (nel sud della Tunisia) si servivano di una lingua particolare, da lui detta al-latini al-afriqi, ovvero "il [neo] latino d'Africa" (a quel tempo il termine arabo latini si riferiva sia al latino sia, spesso, alle lingue romanze).
Sebbene diversi storici contemporanei considerino che queste comunità potrebbero essere sopravvissute fino all'inizio del Settecento, secondo Virginie Prevost, ricercatrice belga presso la facoltà di Storia e Filosofia Medievale dell'Università di Bruxelles, l'analisi delle fonti arabe indica che più probabilmente i cristiani scomparvero verso la metà del XIII secolo.

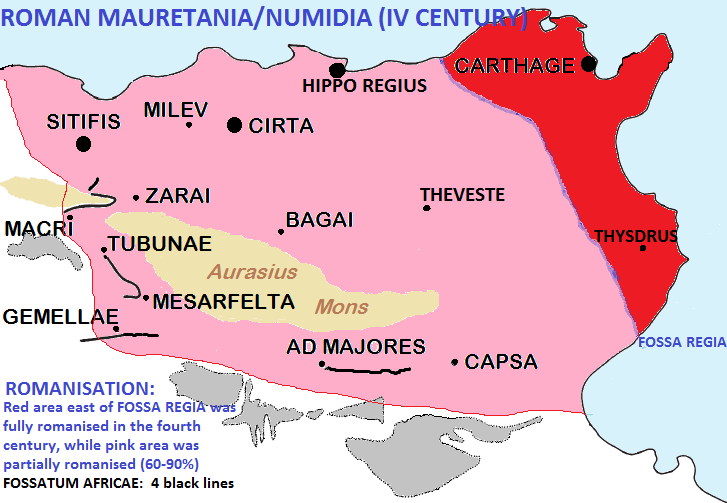
Romanizzazione dell'Africa nel IV secolo

## Lingue correlate

### Lingua sarda
Le varianti latine parlate in Africa, nell'opinione dell'umanista Paolo Pompilio, erano percepite come assai simili alla lingua sarda, corroborando le ipotesi di uno sviluppo parallelo del latino in Africa e in Sardegna.
J. N. Adams teorizza che il latino africano e il moderno sardo presentassero una qual certa affinità in termini di vocabolario, condividendo lemmi quali spanus e spanu ("rossiccio") rispettivamente nell'una e nell'altra lingua. Un'altra teoria ritiene che la parola sarda chenapura o cenapura ("venerdì") sia stata introdotta nell'isola da comunità ebree originariamente residenti in Nordafrica.
Il geografo Muhammad al-Idrisi, trattando fra le altre cose dell'isola di Sardegna nella sua opera Il libro di piacevoli viaggi in terre lontane altresì nota come Il libro di Ruggero (Kitāb Rujār), ne descrive gli autoctoni: «i sardi sono etnicamente Rūm Afāriqa [ovvero "Romani d'Africa"], conducono la propria vita come i berberi e rimangono appartati da ogni altra nazione di Rûm [lett. "Roma"]; sono gente coraggiosa e valorosa, che non si separa mai dalle proprie armi».
Agostino d'Ippona dice: "«le orecchie africane non discernono le vocali [latine] brevi da quelle lunghe». Ciò descrive la medesima evoluzione delle vocali nel sardo, che ne presenta cinque senza alcun dittongo: a differenza delle altre lingue romanze, le cinque vocali brevi e lunghe del latino classico (a/ā, e/ē, i/ī, o/ō, u/ū) si fusero nelle cinque singole vocali pronunciate dai sardi (a, e, i, o, u) senza alcuna distinzione di lunghezza.

### Altre lingue
Altre lingue romanze parlate nell'Africa nordoccidentale prima della colonizzazione europea sono la lingua franca mediterranea, un idioma creolo con influenze arabe e romanze, e il giudeo-spagnolo, un dialetto castigliano trasferito in Africa dai Sefarditi.

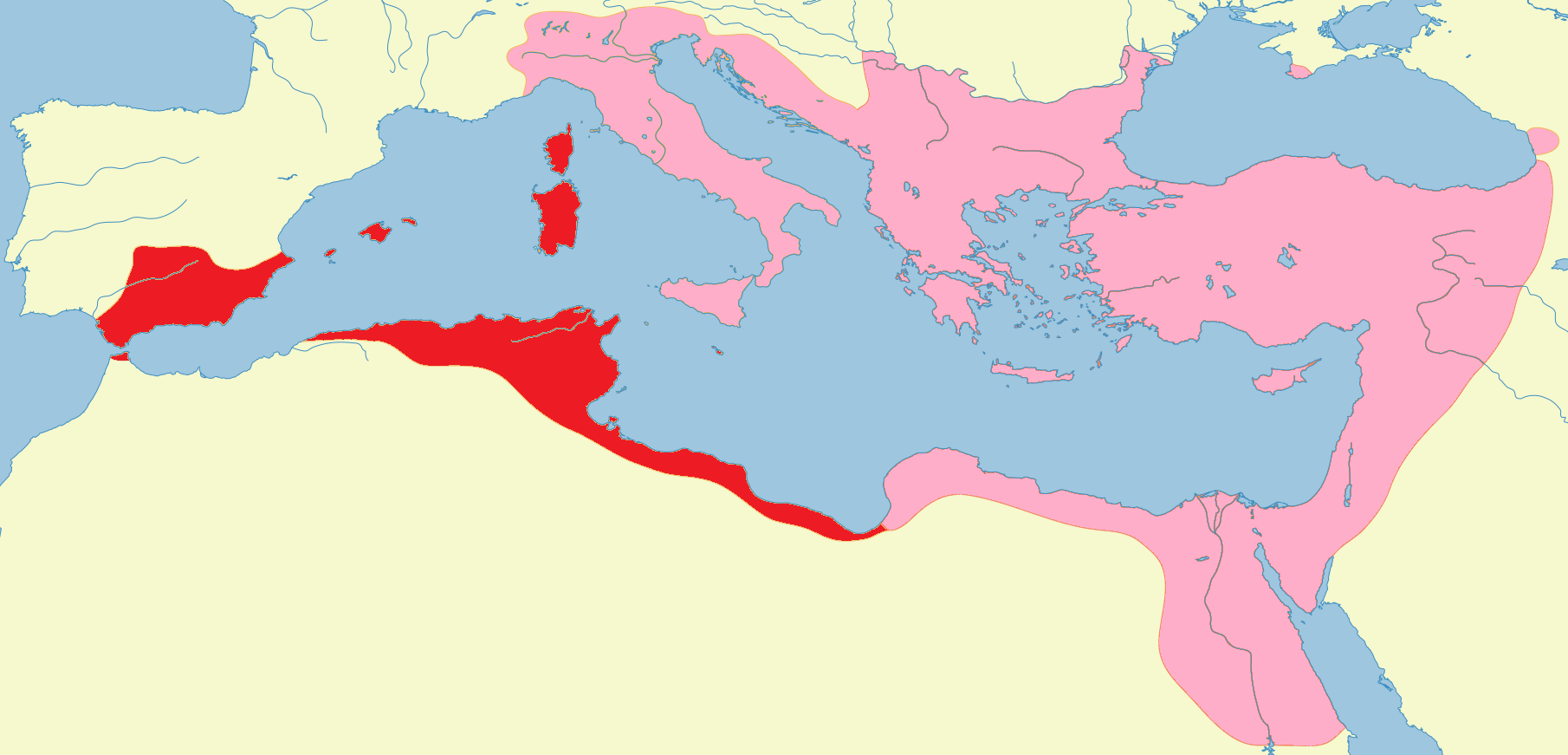
L'esarcato d'Africa all'interno dell'impero Romano d'Oriente dopo la conquista di Giustiniano.

## Caratteristiche
Il linguista italiano Vermondo Brugnatelli reputa che alcuni vocaboli berberi, relativi a temi religiosi, derivino dal latino: per esempio, nella lingua ghadamès (Ɣdames, غدامس) parlata in Libia, la parola äng'alus  (ⴰⵏⵖⴰⵍⵓⵙ, أنغلس), mutuata da angelus, indica un'entità spirituale.
Sulla base di questa e molte altre considerazioni, l'arabista polacco Tadeusz Lewicki (1958) ha cercato di ricostruire qualche tratto di questa lingua sulla base di ottantacinque lemmi ricavati perlopiù da toponimi e antroponimi nordafricani rilevati in fonti medievali. Dopo di lui, diversi altri autori si sono cimentati nell'impresa di ricercare almeno qualche tratto di questa lingua estinta.
Va detto che la presenza in Nordafrica di latino, lingue neolatine e anche della cosiddetta lingua franca (con lessico a base romanza) rende molto difficile discernere l'origine precisa di questo o quel prestito in berbero o arabo.
In genere, si considerano termini di origine romanza d'Africa:
- i prestiti che terminano in -u (per es. berbero abekkadu "peccato") e non in -us (come berbero asnus "(giovane) asino");
- i termini con un aspetto fonetico o morfologico che non è già più latino ma che è diverso da quello di italiano, francese o spagnolo (per esempio berb. agursel "fungo", che suppone una base *agaricellus).

Gli studi sulla lingua romanza d'Africa sono difficili e, spesso, altamente congetturali. Un'ulteriore difficoltà deriva dal fatto che, data la vastità del territorio nordafricano, è assai probabile che non si sia sviluppata una sola varietà di questa lingua ma che vi fossero diverse lingue romanze d'Africa, così come sono molteplici le lingue romanze in Europa.
L'esistenza di "doppioni" tra i prestiti romanzi in Nordafrica permette in molti casi di supporre che essi provengano o da lingue romanze diverse o che risalgano ad epoche diverse. Si vedano ad esempio:
- berbero del Marocco centrale ayugu "bue da lavoro", cabilo tayuga "coppia di buoi" (< lat. iugum),
  - ma anche: cabilo azaglu "giogo" (< lat. iugulum),
- cabilo aguglu "cagliata fresca",
  - ma anche: cabilo kkal "cagliare", ikkil "latte cagliato" (entrambe le forme < lat. coagulari, coagulum).